# Segunda División de España 1939-40
La temporada 1939–40 de la Segunda División de España de fútbol corresponde a la 9.ª edición del campeonato y se disputó entre el 3 de diciembre de 1939 y el 5 de mayo de 1940. Fue el primero bajo la dictadura de Francisco Franco.
El campeonato varió ostensiblemente, debido al estado del país después de la guerra civil española y a la economía de muchos de sus clubes. Se estableció un sistema de cinco grupos, previo a una reestructuración de grupos que volviese a la situación anterior, y el sistema establecía que los cinco líderes de cada grupo jugasen una liguilla final, en la que el líder ascendería directamente y el segundo se lo jugaría a una promoción con un club de Primera. En la competición hubo 40 clubes, siendo la temporada de Segunda con mayor participación de equipos en la historia.
Al término de la temporada, muchos clubes terminaron siendo descendidos a pesar de haberse salvado, mientras que otros lograron permanecer en la categoría. Esto fue parte de la reestructuración del campeonato que se produjo y se debe a que los descensos fueron gestionados por la Federación Española. El caso más llamativo se produjo en el Grupo 4, donde, salvo el Murcia y el Cartagena, todos los equipos descendieron.
El campeón de Segunda esa temporada fue el Real Murcia.

## Sistema de competición
La Segunda División de España 1939/40 fue organizada por la Federación Española de Fútbol (FEF).
El campeonato contó con la participación de 40 clubes y se desarrolló en dos fases. En la primera fase se formaron cinco grupos de ocho equipos, agrupándose por criterios de proximidad geográfica. Esta primera fase de disputó siguiendo un sistema de liga, de modo que los ocho equipos de cada grupo se enfrentaron entre sí, todos contra todos en dos ocasiones -una en campo propio y otra en campo contrario- sumando un total de 14 jornadas. El orden de los encuentros se decidió por sorteo antes de empezar la competición.
Se estableció una clasificación con arreglo a los puntos obtenidos en cada enfrentamiento, a razón de dos por partido ganado, uno por empatado y ninguno en caso de derrota. En caso de empate a puntos entre dos o más clubes en la clasificación, se tuvo en cuenta el mayor cociente de goles. 
El primer clasificado de cada grupo pasó a la segunda fase, consistente en una liguilla, disputada también a doble partido. Se aplicaron los mismos criterios de puntuación que en la primera fase. El primer clasificado al término de las ocho jornadas logró el ascenso a Primera División para la próxima temporada, mientras que el segundo clasificado jugó una promoción a partido único en campo neutral frente al antepenúltimo clasificado de Primera División.

## Clubes participantes
| Datos de ascensos y descensos con respecto a la temporada anterior |
| --- |
| Atlético Osasuna desciende de Primera División. El Athletic de Madrid también descendió pero recuperó la plaza para ocupar la del Oviedo FC y para ello tuvo que salir victorioso en un enfrentamiento ante el Atlético Osasuna. Celta de Vigo y Zaragoza FC ascienden a Primera División. CE Júpiter, CD Nacional de Madrid y Unión Sporting Club descienden a Categoría Regional. CD Alavés, Alicante FC, Burjasot FC, Cartagena FC, CD Castellón, Ceuta SC, Constancia FC, Club Erandio, AD Ferroviaria, EC Granollers, Imperial FC, Imperio FC, CD Mallorca, Ónuba FC, Real Deportivo Oriamendi-Gijón, Racing FC de Córdoba, Racing de Ferrol, UD Salamanca, Sestao SC, EHA Tánger y Deportivo Torrelavega ascienden a Segunda División. El Gimnástico FC y el Levante FC se fusionaron formando el UD Levante-Gimnástico. |

### Grupo I
| Equipo                         | Ciudad      | Estadio            |
| ------------------------------ | ----------- | ------------------ |
| Club Deportivo Coruña          | La Coruña   | Riazor             |
| Real Deportivo Oriamendi-Gijón | Gijón       | Las Palmeras       |
| Racing Club de Ferrol          | Ferrol      | Inferniño          |
| Unión Deportiva Salamanca      | Salamanca   | El Calvario        |
| Sporting de Gijón              | Gijón       | El Molinón         |
| Stadium Club Avilesino         | Avilés      | Las Arobias        |
| Deportivo Torrelavega          | Torrelavega | Campos del Malecón |
| Club Valladolid Deportivo      | Valladolid  | Sociedad Taurina   |

### Grupo II
| Equipo                          | Ciudad        | Estadio      |
| ------------------------------- | ------------- | ------------ |
| Club Deportivo Alavés           | Vitoria       | Mendizorroza |
| Arenas Club                     | Guecho        | Ibaiondo     |
| Baracaldo Oriamendi Fútbol Club | Baracaldo     | Lasesarre    |
| Erandio Club                    | Erandio       | Machaqueo    |
| Club Atlético Osasuna           | Pamplona      | San Juan     |
| Real Sociedad de Fútbol         | San Sebastián | Atocha       |
| Sestao Sport Club               | Sestao        | Las Llanas   |
| Unión Club de Irún              | Irún          | Stadium Gal  |

### Grupo III
| Equipo                                | Ciudad                | Estadio           |
| ------------------------------------- | --------------------- | ----------------- |
| Fútbol Club Badalona                  | Badalona              | Avenida Navarra   |
| Club Deportivo Castellón              | Castellón de la Plana | Campo del Sequiol |
| Constancia Fútbol Club                | Inca                  | Camp d’Es Cos     |
| Gerona Fútbol Club                    | Gerona                | Vista Alegre      |
| Esport Club Granollers                | Granollers            | Calle Gerona      |
| Unión Deportiva Levante-Gimnástico    | Valencia              | Vallejo           |
| Club Deportivo Mallorca               | Palma de Mallorca     | Buenos Aires      |
| Centro de Sports Sabadell Fútbol Club | Sabadell              | Creu Alta         |

### Grupo IV
| Equipo                           | Ciudad    | Estadio           |
| -------------------------------- | --------- | ----------------- |
| Alicante Fútbol Club             | Alicante  | La Viña           |
| Burjasot Fútbol Club             | Burjasot  | El Basot          |
| Cartagena Fútbol Club            | Cartagena | El Almarjal       |
| Elche Fútbol Club                | Elche     | Altabix           |
| Agrupación Deportiva Ferroviaria | Madrid    | Campo de Delicias |
| Imperial Fútbol Club             | Murcia    | Zarandona         |
| Imperio Fútbol Club              | Madrid    | El Cafeto         |
| Murcia Fútbol Club               | Murcia    | La Condomina      |

### Grupo V
| Equipo                          | Ciudad               | Estadio          |
| ------------------------------- | -------------------- | ---------------- |
| Cádiz Fútbol Club               | Cádiz                | Mirandilla       |
| Ceuta Sport Club                | Ceuta                | Campo de Deporte |
| Racing Fútbol Club de Córdoba   | Córdoba              | América          |
| Club Deportivo Malacitano       | Málaga               | Baños del Carmen |
| Ónuba Fútbol Club               | Huelva               | Velódromo        |
| Club Recreativo Granada         | Granada              | Los Cármenes     |
| Escuela Hispano Árabe de Tánger | Tánger               | El Marchán       |
| Xerez Fútbol Club               | Jerez de la Frontera | Estadio Domecq   |

## Primera fase

### Grupo I

#### Clasificación
| Pos. | Equipo                    | Pts. | PJ | G  | E | P  | GF | GC | Dif. | Clasificación               |
| ---- | ------------------------- | ---- | -- | -- | - | -- | -- | -- | ---- | --------------------------- |
| 1    | C. D. Coruña              | 22   | 14 | 10 | 2 | 2  | 38 | 10 | +28  | Avanza a Fase final         |
| 2    | Racing de Ferrol          | 22   | 14 | 9  | 4 | 1  | 40 | 13 | +27  |                             |
| 3    | Sporting de Gijón         | 17   | 13 | 7  | 3 | 3  | 28 | 17 | +11  |                             |
| 4    | R. D. Oriamendi           | 15   | 14 | 7  | 1 | 6  | 28 | 29 | −1   | Descenso a Tercera División |
| 5    | U. D. Salamanca           | 12   | 14 | 4  | 4 | 6  | 25 | 36 | −11  |                             |
| 6    | Valladolid Deportivo      | 8    | 14 | 4  | 0 | 10 | 24 | 35 | −11  |                             |
| 7    | Stadium Avilesino         | 8    | 14 | 3  | 2 | 9  | 20 | 40 | −20  |                             |
| 8    | Deportivo Torrelavega (D) | 8    | 14 | 3  | 2 | 9  | 16 | 39 | −23  | Descenso a Tercera División |

 Fuente: BDFutbol
Criterios de clasificación: Puntos · Diferencia de goles · Goles a favor · Play-off

#### Resultados
| Local \ Visitante     | DEP | ORI | RAF | SAL | SPO | STA | TOR | VLD |
| --------------------- | --- | --- | --- | --- | --- | --- | --- | --- |
| C. D. Coruña          | —   | 4–0 | 1–0 | 9–0 | 2–0 | 6–0 | 4–0 | 4–1 |
| R. D. Oriamendi       | 3–2 | —   | 2–3 | 5–3 | 0–2 | 3–1 | 5–1 | 3–1 |
| Racing de Ferrol      | 1–1 | 2–0 | —   | 4–0 | 1–1 | 5–0 | 8–1 | 2–1 |
| U. D. Salamanca       | 0–0 | 4–1 | 1–2 | —   | 1–1 | 2–1 | 3–0 | 8–1 |
| Sporting de Gijón     | 3–0 | 1–2 | 1–1 | 5–1 | —   | 2–4 | 2–0 | 2–1 |
| Stadium Avilesino     | 1–2 | 1–1 | 2–6 | 0–0 | 0–2 | —   | 3–1 | 6–2 |
| Deportivo Torrelavega | 1–2 | 4–2 | 1–1 | 2–2 | 0–3 | 4–1 | —   | 1–0 |
| Valladolid Deportivo  | 0–1 | 0–1 | 1–4 | 5–0 | 4–3 | 4–0 | 3–0 | —   |

### Grupo II

#### Clasificación
| Pos. | Equipo                    | Pts. | PJ | G  | E | P  | GF | GC | Dif. | Clasificación               |
| ---- | ------------------------- | ---- | -- | -- | - | -- | -- | -- | ---- | --------------------------- |
| 1    | Real Sociedad             | 25   | 14 | 12 | 1 | 1  | 53 | 11 | +42  | Avanza a Fase final         |
| 2    | C. A. Osasuna             | 21   | 14 | 10 | 1 | 3  | 33 | 11 | +22  |                             |
| 3    | Unión Club de Irún        | 14   | 14 | 6  | 2 | 6  | 24 | 33 | −9   |                             |
| 4    | Sestao S. C. (D)          | 13   | 14 | 4  | 5 | 5  | 27 | 31 | −4   | Descenso a Tercera División |
| 5    | Baracaldo Oriamendi C. F. | 12   | 14 | 4  | 4 | 6  | 19 | 25 | −6   |                             |
| 6    | Erandio Club (D)          | 11   | 14 | 5  | 1 | 8  | 24 | 30 | −6   | Descenso a Tercera División |
| 7    | Arenas Club               | 9    | 14 | 4  | 1 | 9  | 25 | 44 | −19  |                             |
| 8    | C. D. Alavés (D)          | 7    | 14 | 3  | 1 | 10 | 16 | 36 | −20  | Descenso a Tercera División |

 Fuente: BDFutbol
Criterios de clasificación: Puntos · Diferencia de goles · Goles a favor · Play-off

#### Resultados
| Local \ Visitante         | ALV | ARE | BAR | ERA | OSA | RSO | SES | UNI |
| ------------------------- | --- | --- | --- | --- | --- | --- | --- | --- |
| C. D. Alavés              | —   | 3–4 | 0–0 | 3–2 | 0–2 | 0–6 | 3–2 | 3–2 |
| Arenas Club               | 3–0 | —   | 1–1 | 0–4 | 1–5 | 2–6 | 1–4 | 4–0 |
| Baracaldo Oriamendi C. F. | 2–0 | 4–2 | —   | 4–2 | 3–2 | 0–3 | 2–2 | 1–3 |
| Erandio Club              | 1–0 | 1–3 | 2–0 | —   | 0–1 | 1–3 | 4–0 | 1–0 |
| C. A. Osasuna             | 2–1 | 3–0 | 3–0 | 2–1 | —   | 2–1 | 6–0 | 4–1 |
| Real Sociedad             | 2–0 | 7–0 | 3–1 | 8–0 | 2–1 | —   | 4–0 | 1–1 |
| Sestao S. C.              | 3–1 | 3–2 | 1–1 | 3–3 | 0–0 | 1–2 | —   | 6–0 |
| Unión Club de Irún        | 5–2 | 3–2 | 1–0 | 3–2 | 1–0 | 2–5 | 2–2 | —   |

### Grupo III

#### Clasificación
| Pos. | Equipo                   | Pts. | PJ | G | E | P  | GF | GC | Dif. | Clasificación               |
| ---- | ------------------------ | ---- | -- | - | - | -- | -- | -- | ---- | --------------------------- |
| 1    | U. D. Levante-Gimnástico | 20   | 14 | 9 | 2 | 3  | 33 | 19 | +14  | Avanza a Fase final         |
| 2    | C. S. Sabadell F. C.     | 16   | 14 | 7 | 2 | 5  | 28 | 23 | +5   |                             |
| 3    | Girona F. C.             | 15   | 14 | 6 | 3 | 5  | 28 | 24 | +4   |                             |
| 4    | C. D. Castellón          | 14   | 14 | 7 | 0 | 7  | 26 | 23 | +3   |                             |
| 5    | Constancia F. C. (D)     | 14   | 14 | 6 | 2 | 6  | 22 | 30 | −8   | Descenso a Tercera División |
| 6    | E. C. Granollers (D)     | 14   | 14 | 6 | 2 | 6  | 31 | 30 | +1   | Descenso a Tercera División |
| 7    | C. D. Mallorca (D)       | 13   | 14 | 5 | 3 | 6  | 32 | 27 | +5   | Descenso a Tercera División |
| 8    | F. C. Badalona           | 6    | 14 | 3 | 0 | 11 | 25 | 49 | −24  |                             |

 Fuente: BDFutbol
Criterios de clasificación: Puntos · Diferencia de goles · Goles a favor · Play-off

#### Resultados
| Local \ Visitante        | BAD | CAS | CON | GIR | GRA | LEV | MLL | SAB |
| ------------------------ | --- | --- | --- | --- | --- | --- | --- | --- |
| F. C. Badalona           | —   | 4–2 | 3–1 | 1–2 | 1–3 | 1–2 | 4–3 | 0–1 |
| C. D. Castellón          | 3–1 | —   | 5–1 | 0–2 | 3–0 | 1–2 | 3–2 | 2–0 |
| Constancia F. C.         | 4–2 | 3–1 | —   | 1–3 | 2–0 | 3–2 | 1–1 | 1–0 |
| Girona F. C.             | 5–1 | 0–1 | 3–1 | —   | 1–1 | 1–2 | 2–4 | 2–2 |
| E. C. Granollers         | 5–2 | 1–3 | 4–1 | 3–1 | —   | 4–1 | 6–1 | 0–3 |
| U. D. Levante-Gimnástico | 6–2 | 2–0 | 4–0 | 3–1 | 1–1 | —   | 2–2 | 4–0 |
| C. D. Mallorca           | 6–0 | 3–1 | 1–2 | 2–2 | 4–1 | 0–1 | —   | 2–0 |
| C. S. Sabadell F. C.     | 6–3 | 2–1 | 1–1 | 2–3 | 6–2 | 3–1 | 2–1 | —   |

### Grupo IV

#### Clasificación
| Pos. | Equipo                | Pts. | PJ | G  | E | P | GF | GC | Dif. | Clasificación               |
| ---- | --------------------- | ---- | -- | -- | - | - | -- | -- | ---- | --------------------------- |
| 1    | Murcia F. C.          | 22   | 14 | 11 | 0 | 3 | 38 | 16 | +22  | Avanza a Fase final         |
| 2    | A. D. Ferroviaria (D) | 20   | 14 | 9  | 2 | 3 | 39 | 23 | +16  | Descenso a Tercera División |
| 3    | Alicante F. C. (D)    | 14   | 14 | 6  | 2 | 6 | 27 | 33 | −6   | Descenso a Tercera División |
| 4    | Imperio F. C. (D)     | 14   | 14 | 6  | 2 | 6 | 32 | 33 | −1   | Descenso a Tercera División |
| 5    | Cartagena F. C.       | 13   | 14 | 5  | 3 | 6 | 16 | 22 | −6   |                             |
| 6    | Burjasot F. C. (D)    | 12   | 14 | 5  | 2 | 7 | 38 | 33 | +5   | Descenso a Tercera División |
| 7    | Elche F. C. (D)       | 9    | 14 | 3  | 3 | 8 | 20 | 30 | −10  | Descenso a Tercera División |
| 8    | Imperial F. C. (D)    | 8    | 14 | 3  | 2 | 9 | 17 | 37 | −20  | Descenso a Tercera División |

 Fuente: BDFutbol
Criterios de clasificación: Puntos · Diferencia de goles · Goles a favor · Play-off

#### Resultados
| Local \ Visitante | ALI | BUR | CAR | ELC | FER | IML | IMO | MUR |
| ----------------- | --- | --- | --- | --- | --- | --- | --- | --- |
| Alicante F. C.    | —   | 3–2 | 1–2 | 3–2 | 5–4 | 5–1 | 2–0 | 2–3 |
| Burjasot F. C.    | 4–2 | —   | 1–2 | 5–2 | 0–4 | 5–0 | 3–3 | 2–4 |
| Cartagena F. C.   | 1–2 | 0–0 | —   | 4–1 | 0–0 | 1–0 | 0–1 | 2–0 |
| Elche F. C.       | 0–0 | 1–0 | 2–2 | —   | 1–2 | 4–1 | 3–2 | 0–2 |
| A. D. Ferroviaria | 4–1 | 2–0 | 5–1 | 3–1 | —   | 3–1 | 5–3 | 2–1 |
| Imperial F. C.    | 3–0 | 2–8 | 1–0 | 1–1 | 2–2 | —   | 2–0 | 0–1 |
| Imperio F. C.     | 1–1 | 2–5 | 4–1 | 3–2 | 4–3 | 5–2 | —   | 2–4 |
| Murcia F. C.      | 6–0 | 6–3 | 4–0 | 2–0 | 3–0 | 2–1 | 0–2 | —   |

### Grupo V

#### Clasificación
| Pos. | Equipo                  | Pts. | PJ | G  | E | P  | GF | GC | Dif. | Clasificación               |
| ---- | ----------------------- | ---- | -- | -- | - | -- | -- | -- | ---- | --------------------------- |
| 1    | Cádiz F. C.             | 23   | 14 | 11 | 1 | 2  | 40 | 15 | +25  | Avanza a Fase final         |
| 2    | Recreativo Granada      | 22   | 14 | 9  | 4 | 1  | 36 | 16 | +20  |                             |
| 3    | C. D. Malacitano        | 20   | 14 | 9  | 2 | 3  | 36 | 19 | +17  |                             |
| 4    | Racing F. C. de Córdoba | 14   | 14 | 6  | 2 | 6  | 31 | 35 | −4   |                             |
| 5    | Xerez F. C.             | 14   | 14 | 5  | 4 | 5  | 21 | 23 | −2   |                             |
| 6    | Ónuba F. C. (D)         | 9    | 14 | 3  | 3 | 8  | 29 | 43 | −14  | Descenso a Tercera División |
| 7    | Ceuta S. C. (D)         | 9    | 14 | 4  | 1 | 9  | 19 | 33 | −14  | Descenso a Tercera División |
| 8    | E. H. A. Tánger (D)     | 1    | 14 | 0  | 1 | 13 | 15 | 43 | −28  | Descenso a Tercera División |

 Fuente: BDFutbol
Criterios de clasificación: Puntos · Diferencia de goles · Goles a favor · Play-off

#### Resultados
| Local \ Visitante       | CAD | CEU | COR | MAL | ONU | RCG | TAN | XER |
| ----------------------- | --- | --- | --- | --- | --- | --- | --- | --- |
| Cádiz F. C.             | —   | 4–0 | 4–0 | 4–0 | 4–1 | 2–2 | 2–0 | 2–0 |
| Ceuta S. C.             | 1–2 | —   | 2–4 | 2–1 | 2–1 | 0–1 | 2–1 | 1–2 |
| Racing F. C. de Córdoba | 1–2 | 3–2 | —   | 1–3 | 3–2 | 1–1 | 5–3 | 2–3 |
| C. D. Malacitano        | 5–3 | 4–0 | 1–1 | —   | 7–1 | 2–0 | 4–2 | 1–1 |
| Ónuba F. C.             | 1–4 | 3–1 | 5–3 | 1–2 | —   | 2–2 | 5–2 | 2–2 |
| Recreativo Granada      | 2–1 | 5–1 | 5–2 | 1–0 | 7–2 | —   | 4–1 | 2–0 |
| E. H. A. Tánger         | 1–4 | 0–3 | 1–2 | 1–2 | 2–2 | 1–3 | —   | 0–3 |
| Xerez F. C.             | 1–2 | 2–2 | 1–3 | 1–4 | 2–1 | 1–1 | 2–0 | —   |

## Fase final

### Clasificación
| Pos. | Equipo                   | Pts. | PJ | G | E | P | GF | GC | Dif. | Clasificación                               |
| ---- | ------------------------ | ---- | -- | - | - | - | -- | -- | ---- | ------------------------------------------- |
| 1    | Murcia F. C. (C, A)      | 9    | 8  | 4 | 1 | 3 | 15 | 16 | −1   | Ascenso a Primera División                  |
| 2    | C. D. Coruña             | 9    | 8  | 4 | 1 | 3 | 15 | 11 | +4   | Promoción por el ascenso a Primera División |
| 3    | Cádiz F. C.              | 9    | 8  | 3 | 3 | 2 | 16 | 13 | +3   |                                             |
| 4    | U. D. Levante-Gimnástico | 8    | 8  | 3 | 2 | 3 | 13 | 14 | −1   |                                             |
| 5    | Real Sociedad            | 5    | 8  | 2 | 1 | 5 | 12 | 17 | −5   |                                             |

 Fuente: BDFutbol
Criterios de clasificación: Puntos · Diferencia de goles · Goles a favor · Play-off

### Resultados
| Local \ Visitante        | CAD | DEP | LEV | MUR | RSO |
| ------------------------ | --- | --- | --- | --- | --- |
| Cádiz F. C.              | —   | 2–1 | 3–3 | 0–2 | 5–0 |
| C. D. Coruña             | 2–2 | —   | 3–0 | 3–0 | 1–0 |
| U. D. Levante-Gimnástico | 1–1 | 3–0 | —   | 2–0 | 0–3 |
| Murcia F. C.             | 4–2 | 3–2 | 2–1 | —   | 3–3 |
| Real Sociedad            | 0–1 | 1–3 | 2–3 | 3–1 | —   |

### Promoción por el ascenso
Disputado en un campo neutral en Madrid.
- Celta de Vigo contra CD Coruña: 1-0

Por lo que el Celta salvó la categoría y el Deportivo no logró ascender.

## Resumen
Campeón de Segunda División:
| - Murcia Fútbol Club |

Ascienden a Primera División:
| - Murcia Fútbol Club |

Descienden a Tercera división: 
| Grupo I - Real Deportivo Oriamendi-Gijón - Deportivo Torrelavega | Grupo II - Sestao Sport Club - Erandio Club - Club Deportivo Alavés | Grupo III - Constancia Fútbol Club - Esport Club Granollers - Club Deportivo Mallorca | Grupo IV - Agrupación Deportiva Ferroviaria - Alicante Fútbol Club - Imperio Fútbol Club - Burjasot Fútbol Club - Elche Fútbol Club - Imperial Fútbol Club | Grupo V - Ónuba Fútbol Club - Ceuta Sport Club - Escuela Hispano Árabe de Tánger |

Los descensos fueron gestionados en 1940 por la Federación Española.